# Chionaema aurora
Chionaema aurora är en fjärilsart som beskrevs av Walter Karl Johann Roepke 1935. Chionaema aurora ingår i släktet Chionaema och familjen björnspinnare. Inga underarter finns listade i Catalogue of Life.